# Anton Mikuš
Anton Mikuš, slovenski jezikoslovec, profesor in urednik, * 3. januar 1858 Ljubljana,  † 26. september 1933.

## Življenje in delo
Rojen kot Anton Alojz Mikuš očetu Francu in materi Jožici (rojena Irše).
Obiskoval je gimnazijo v Ljubljani, nato študiral na dunajski univerzi slavistiko. Leta 1888 je bil sprejet v deželno službo kot pomožni uradnik pri kranjskem deželnem odboru, kjer je deloval do upokojitve (1924). Kot profesorski kandidat je od 1885 do 1888 samostojno obdelal mnogo gradiva za Pleteršnikov slovar ter pomagal pri končni redakciji in tisku slovarja. Kot uradnik deželnega odbora je bil translator in korektor raznih publikacij, posebno Ljubljanskega zvona v letih 1897−1911. 
Leta 1893 je bil Mikuš med peterico ustanoviteljev Slovenskega planinskega društva (SPD), vodil je njegove tajniške posle, skrbel za pravilne napise na kažipotnih tablah, sodeloval pri ustvarjanju planinske in turistovske terminologije (uvedel je med drugim pravilno obliko gore Stenar namesto Štajner, Prísovnik namesto Prisójnik). Bil je prvi urednik Planinskega vestnika vse od začetka 1895 do septembra 1908. Znan je bil predvsem po svojem velikem zavzemanju za čist slovenski jezik in pravilnost izrazoslovja. 